# Dãy núi High Tatras ở Ba Lan
Dãy núi High Tatras hoặc High Tatra (tiếng Slovak: Vysoké Tatry; tiếng Ba Lan: Tatry Wysokie  ; tiếng Rusyn: Высокі Татри  , Vysoki Tatry; tiếng Hungary: Magas-Tátra  ; tiếng Đức: Hohe Tatra  ), là một dãy núi dọc theo biên giới phía bắc Slovakia trong Vùng Prešov và phía nam Ba Lan. Chúng là những ngọn núi thuộc dãy núi Tatra.

## Sự miêu tả

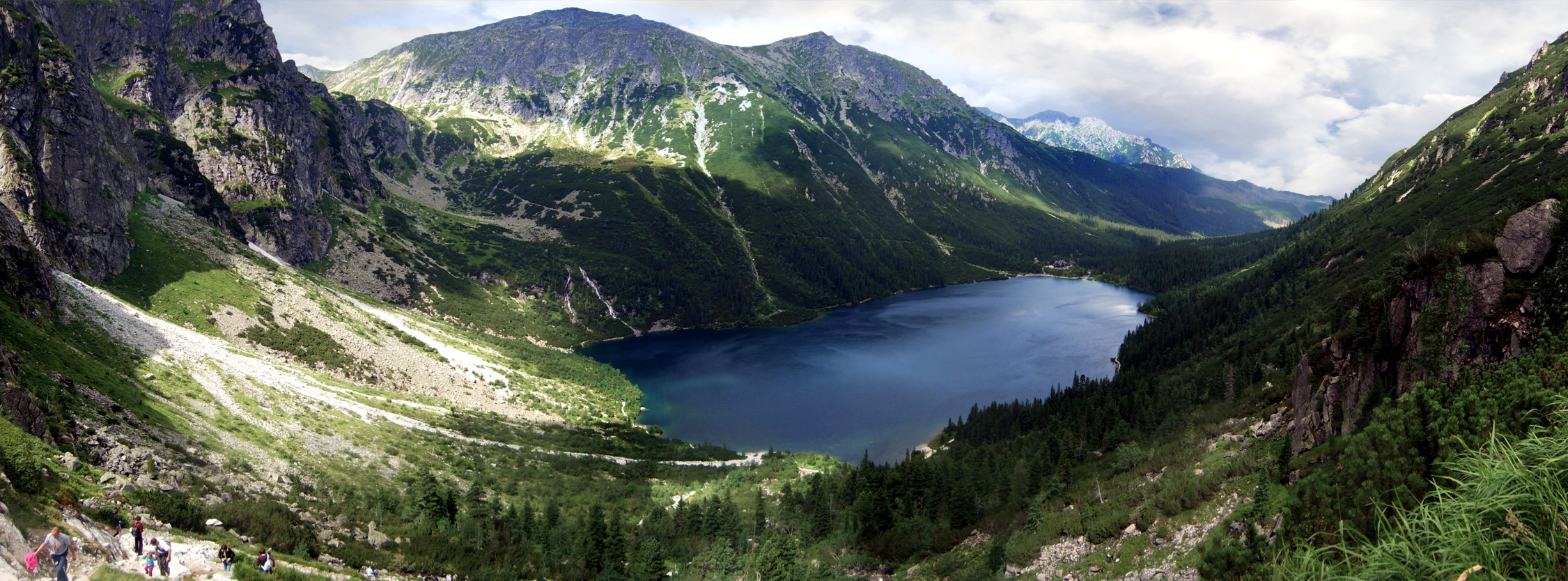
Morskie Oko ("Hồ mắt biếc"), hồ lớn nhất trong dãy núi Tatra, được tìm thấy ở độ cao 1.395m và được bao quanh bởi những ngọn núi cao hơn 1.000m.

Dãy núi giáp với Belianske Tatras về phía đông, Podtatranská kotlina về phía nam, và Western Tatras ở phía tây. Hầu hết các dãy núi, và tất cả các đỉnh núi cao nhất, đều ở Slovakia. Đỉnh cao nhất là Gerlachovský štít, ở 2.655 mét (8.711 ft) .

### Lịch sử tự nhiên
High Tatras, có 29 đỉnh cao hơn 2.500 mét (8.200 ft) AMSL, cùng với Southern Carpathians, là dãy núi duy nhất có đặc điểm núi cao và môi trường sống trong toàn bộ 1.200 kilômét (750 mi)   chiều dài của hệ thống dãy núi Carpathian. Vườn quốc gia xuyên biên giới châu Âu đầu tiên được thành lập Vườn quốc gia Tatra (công viên <i id="mwLQ">Tatranský národný</i>) ở Slovakia vào năm 1948, và Vườn quốc gia Tatra (Công viên Tatrzański Narodowy) ở Ba Lan vào năm 1954.
Động vật
Nhiều loài động thực vật quý hiếm và đặc hữu. Chúng bao gồm loài linh dương dê của Tatras và loài cực hiếm, sơn dương Tatra (Rupicapra rupicapra tatrica). Động vật ăn thịt bao gồm gấu nâu Á-Âu, linh miêu Á-Âu, marten, sói và cáo.
Thực vật
Hệ thực vật của High Tatras bao gồm: cỏ scorbut Tatra (Cochlearia tatrae), saxifrage núi vàng (Saxifraga aizoides), liễu phủ mặt đất (Salix reticulata), vân sam Na Uy (Picea abies), thông Thụy Sĩ (Pinus cembra), và thông châu Âu (Larix decidua).

## Đỉnh

### Những đỉnh núi cao nhất

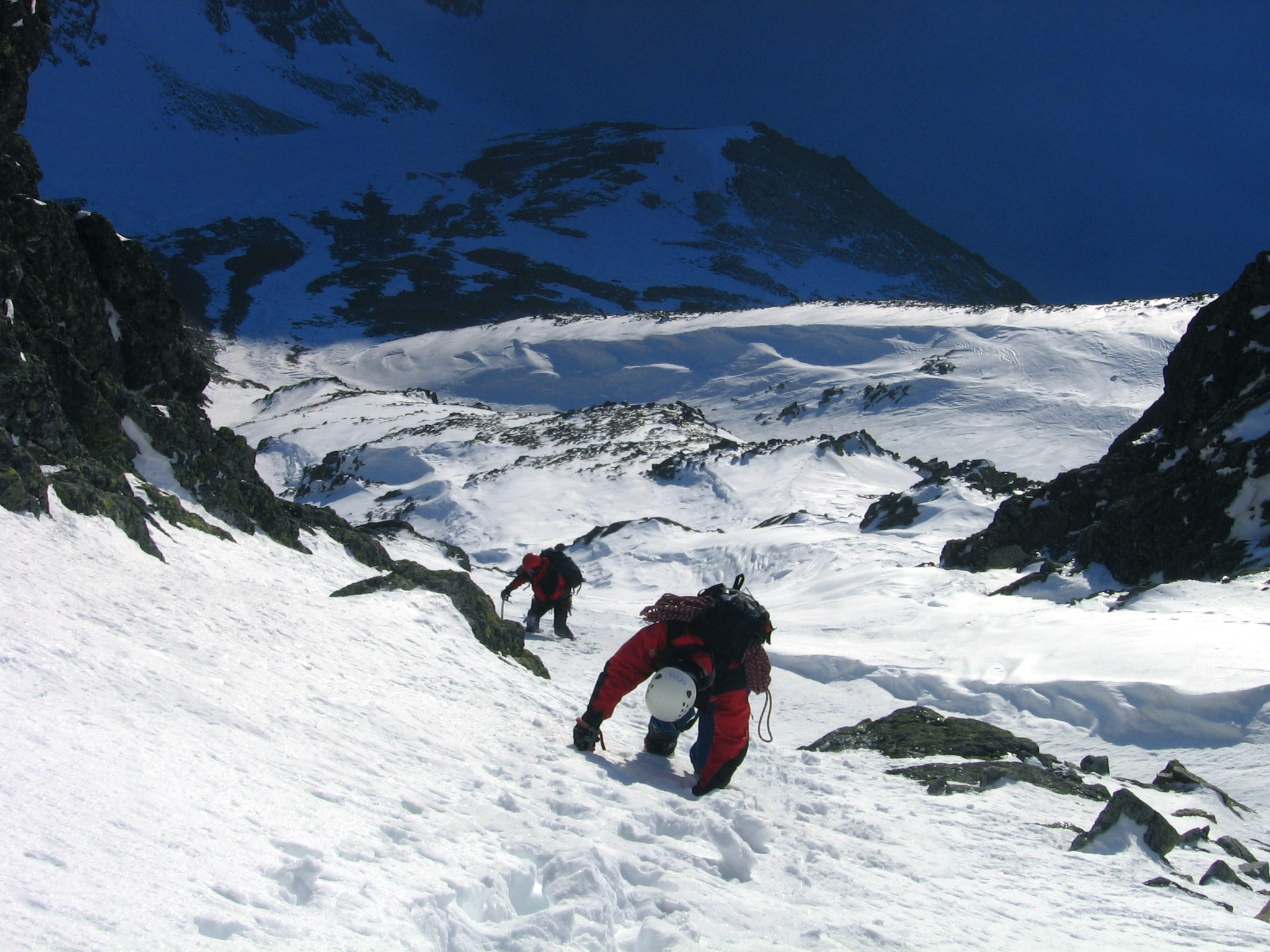
Đặc điểm núi cao của High Tatras thu hút những người thích leo núi.

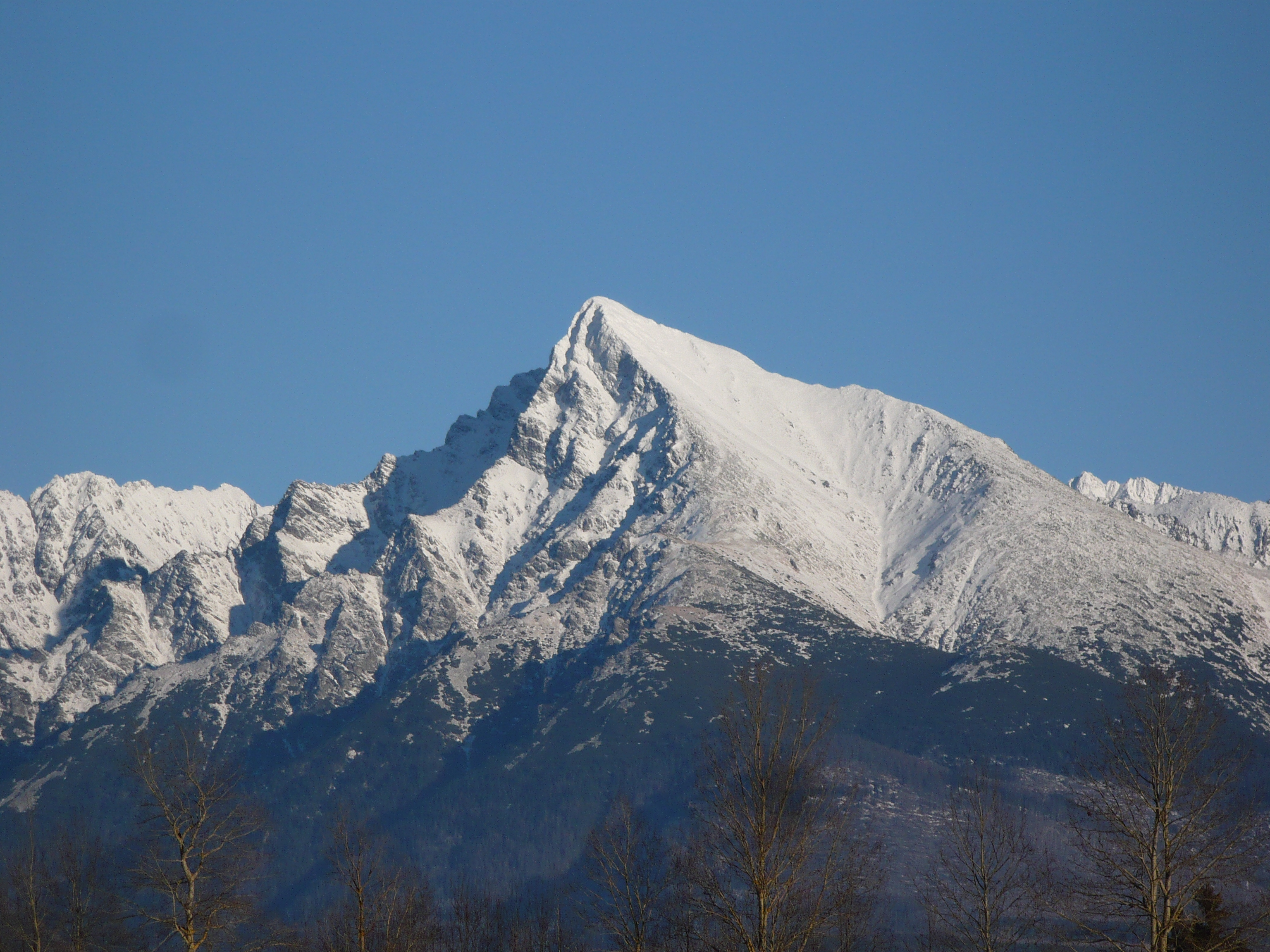
Kriváň (2.495 mét), được coi là biểu tượng của Slovakia

15 đỉnh cao nhất của High Tatras — tất cả đều nằm ở Slovakia — là: 
| Đỉnh                 | Độ cao (m \| ft) | Độ cao (m \| ft) |
| -------------------- | ---------------- | ---------------- |
| Gerlachovský štít    | 2.655            | 8.711            |
| Gerlachovská veža    | 2.642            | 8,668            |
| Lomnický štít        | 2.633            | 8.638            |
| Ľadový štít          | 2.627            | 8.619            |
| Pyšný štít           | 2.623            | 8.605            |
| Zadný Gerlach        | 2.616            | 8.583            |
| Lavínový štít        | 2.606            | 8.550            |
| Malý Ľadový štít     | 2.602            | 8.537            |
| Kotlový štít         | 2.601            | 8.533            |
| Lavínová veža        | 2.600            | 8.530            |
| Malý Pyšný štít      | 2,591            | 8.501            |
| Veľká Litvorová veža | 2.581            | 8 468            |
| Strapatá veža        | 2,565            | 8,415            |
| Kežmarský štít       | 2.556            | 8,386            |
| Vysoká               | 2,547            | 8.356            |

### Các đỉnh đáng chú ý khác
- Kriváň, 2494 mét, còn được gọi là "ngọn núi đẹp nhất" của Slovakia
- Rysy, đường biên giới thượng đỉnh Ba Lan-Slovakia nổi tiếng. Rysy có ba đỉnh: giữa cao 2.503 mét; Tây Bắc là 2.499 mét;  đông nam là 2.473 mét. Tây bắc là điểm cao nhất của Ba Lan.
- Slavkovský štít, cao 2452 mét, trong Vườn quốc gia Tatra, Slovakia

## Hồ trên đỉnh núi

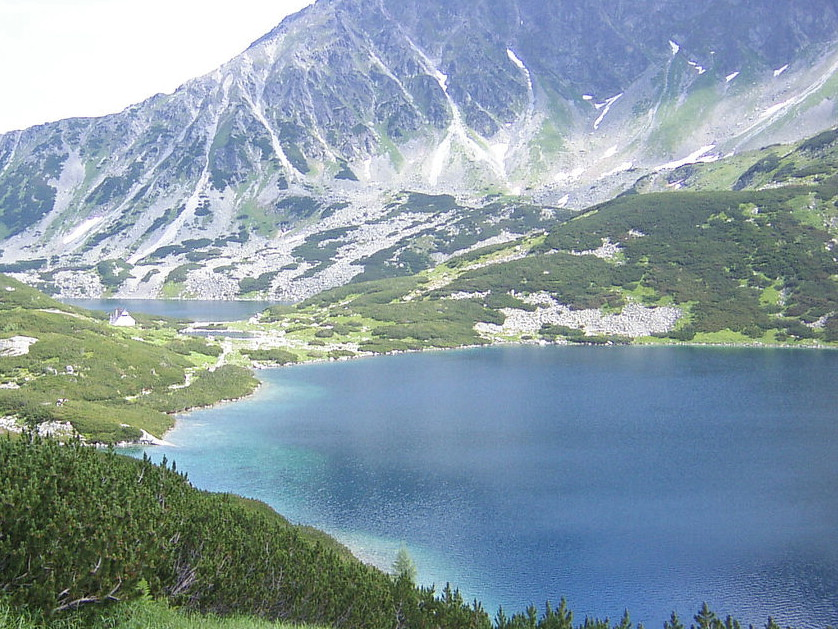
Một thung lũng Tatras cao (dolina) với hồ trên đỉnh núi.

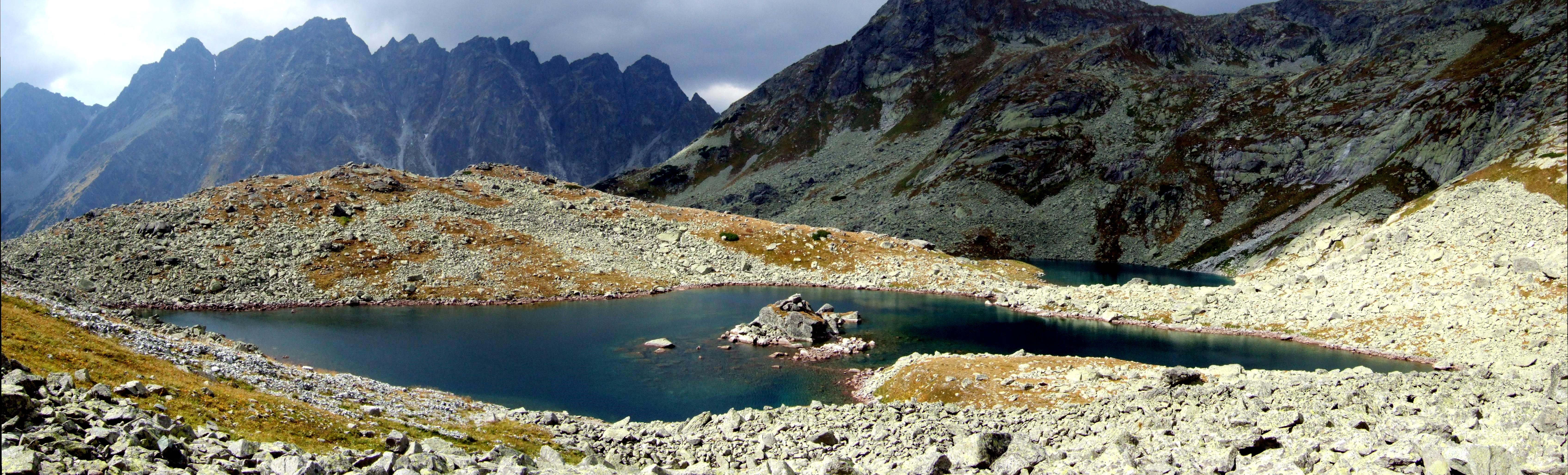
Hồ Veľké Žabie pleso (Mengusovské) ở Thung lũng Žabia

### Các hồ lớn
- Morskie Oko - 1,395 m,  có độ sâu 51 m.
- Czarny Staw pod Rysami - 1.583 m, có độ sâu 76 m.
- Wielki Staw Polski - 1.664 m, có độ sâu 79 m.
- Štrbské pleso - 1.347 m, có độ sâu 20 m.
- Veľké Hincovo pleso - 1.945 m, có độ sâu 54 m.
- Popradské pleso - 1.494 m, có độ sâu 17 m.

### Các hồ khác
- Zmrzlé pleso
- Ťažké pleso
- Ľadové pleso
- Batizovské pleso
- Veľké Spišské pleso - 2.019 m, sâu 10 m.
- Veľké Žabie pleso (Mengusovské) - 1.921 m, sâu 7 m
- Vysne Bielovoeske Zabie pleso - 1.699 m, sâu 25 m.
- Nizne Bielovodske Zabie pleso - 1.675 m, sâu 21 m.
- Czarny Staw Gąsienicowy - 1.624 m, sâu 51 m.

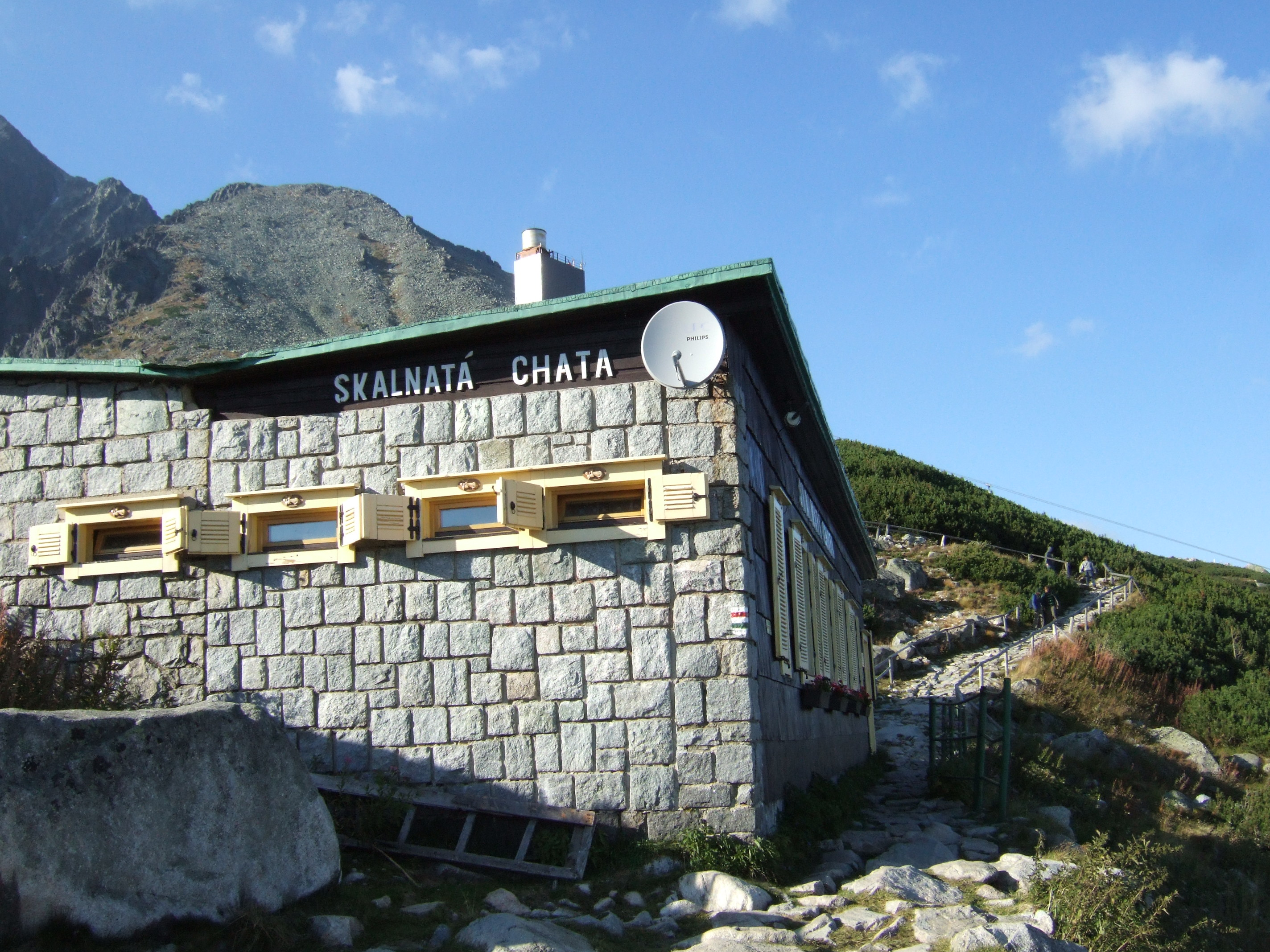
Túp lều trên núi thường thấy ở High Tatras, nằm ở lưng chừng Lomnický štít.

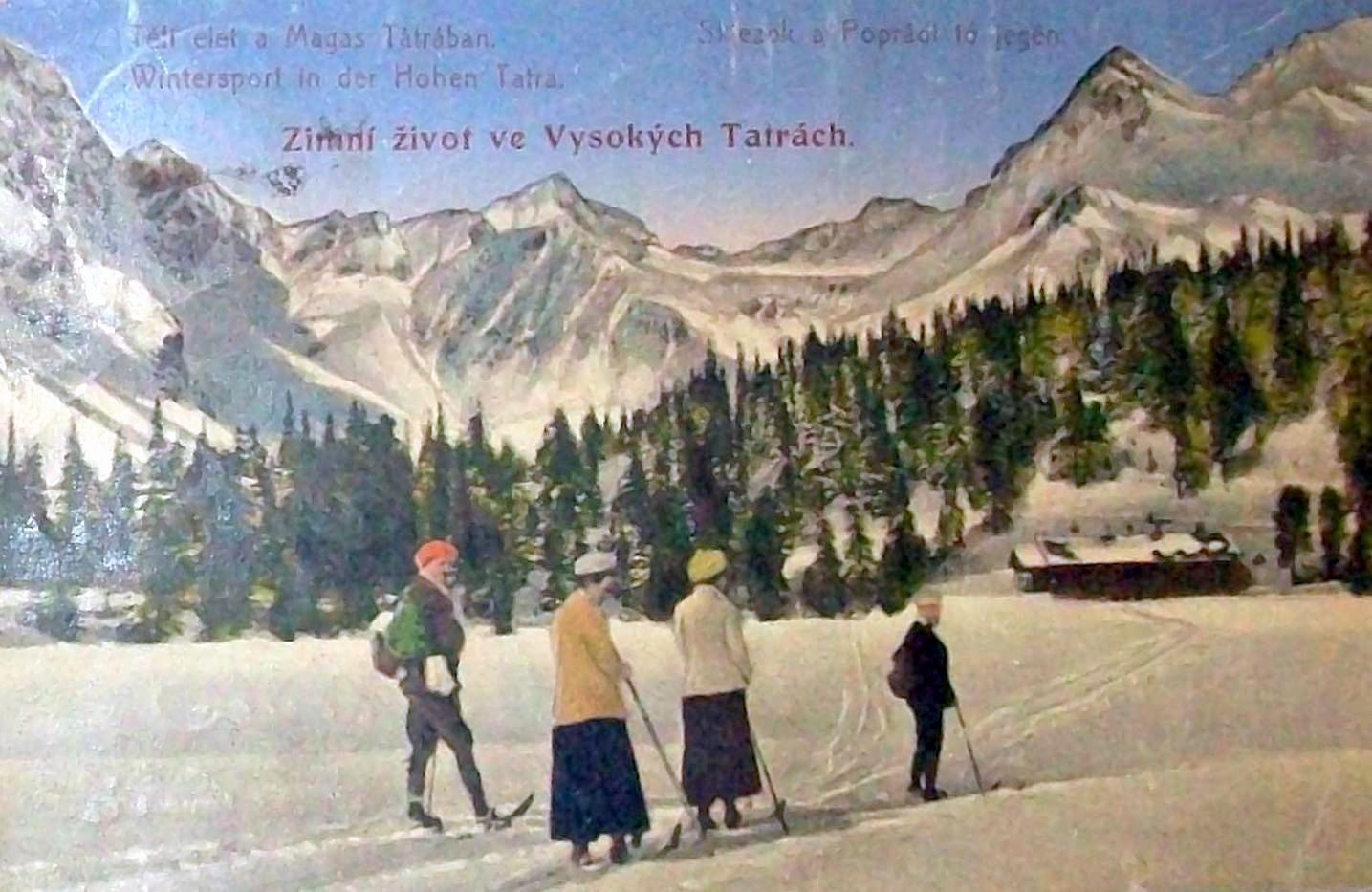
1922 in trên bưu thiếp của khách du lịch ở High Tatras.

## Văn hóa
Khu vực này nổi tiếng với các môn thể thao mùa đông. Các khu nghỉ mát trượt tuyết bao gồm Štrbské pleso, Starý Smokovec và Tatranská Lomnica ở Slovakia, và Zakopane ở Ba Lan. Thị trấn Poprad là cửa ngõ dẫn đến các khu nghỉ mát ở Slovak Tatra.
Mọi người
Người Górale ("người cao nguyên"), một nhóm người bản địa có nền văn hóa truyền thống đặc biệt, thuộc High Tatras và các dãy núi và thung lũng khác trong vùng Tatra Mountains.
Ludwig Greiner đã xác định được Gerlachovský štít (Đỉnh Gerlachovský) (2.665 mét (8.743 ft) ) là đỉnh cao nhất của dãy núi Tatra, và toàn bộ hệ thống dãy núi Carpathian. Là điểm cao nhất của Slovakia.
Địa điểm và dịch vụ
- Vysoké Tatry (thị trấn)
- Orla Perć - con đường / đường mòn núi du lịch.
- Tình nguyện viên Tìm kiếm và Cứu hộ Tatra (Ba Lan)
- Dịch vụ cứu hộ miền núi (Slovakia)